# Ford Orion
O Ford Orion é um sedan de porte médio da Ford baseado no Escort Mk4 e posteriormente o MK5. No Brasil o seu equivalente é o Ford Verona ou Volkswagen Apollo, carros idênticos, montados pela Autolatina em São Bernardo do Campo (SP).

## Galeria
- Primeira geração (1983-1986)
- Segunda geração (1986-1990)
- Terceira geração (1990-1993)